# Öröm

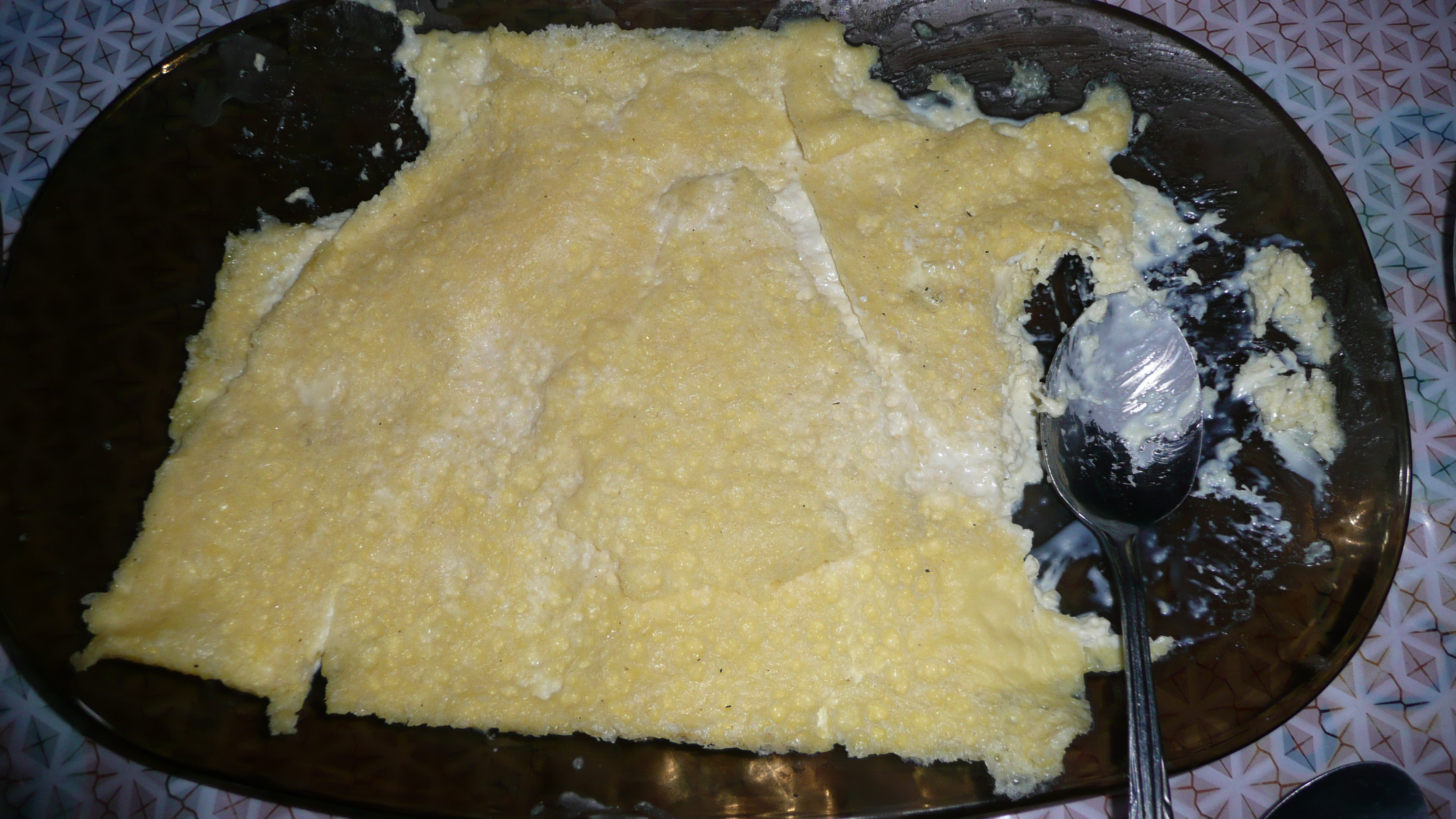
Öröm in der Mongolei

Öröm (mongolisch өрөм) ist ein fester Rahm, der überwiegend aus roher (unhomogenisierter und unpasteurisierter)
Milch hergestellt wird und zu den typischen Milchprodukten der Mongolei zählt. Öröm ist in der Konsistenz der Clotted Cream ähnlich und wird auch in vergleichbarer Weise hergestellt. 

## Milchherkunft und Bedeutung

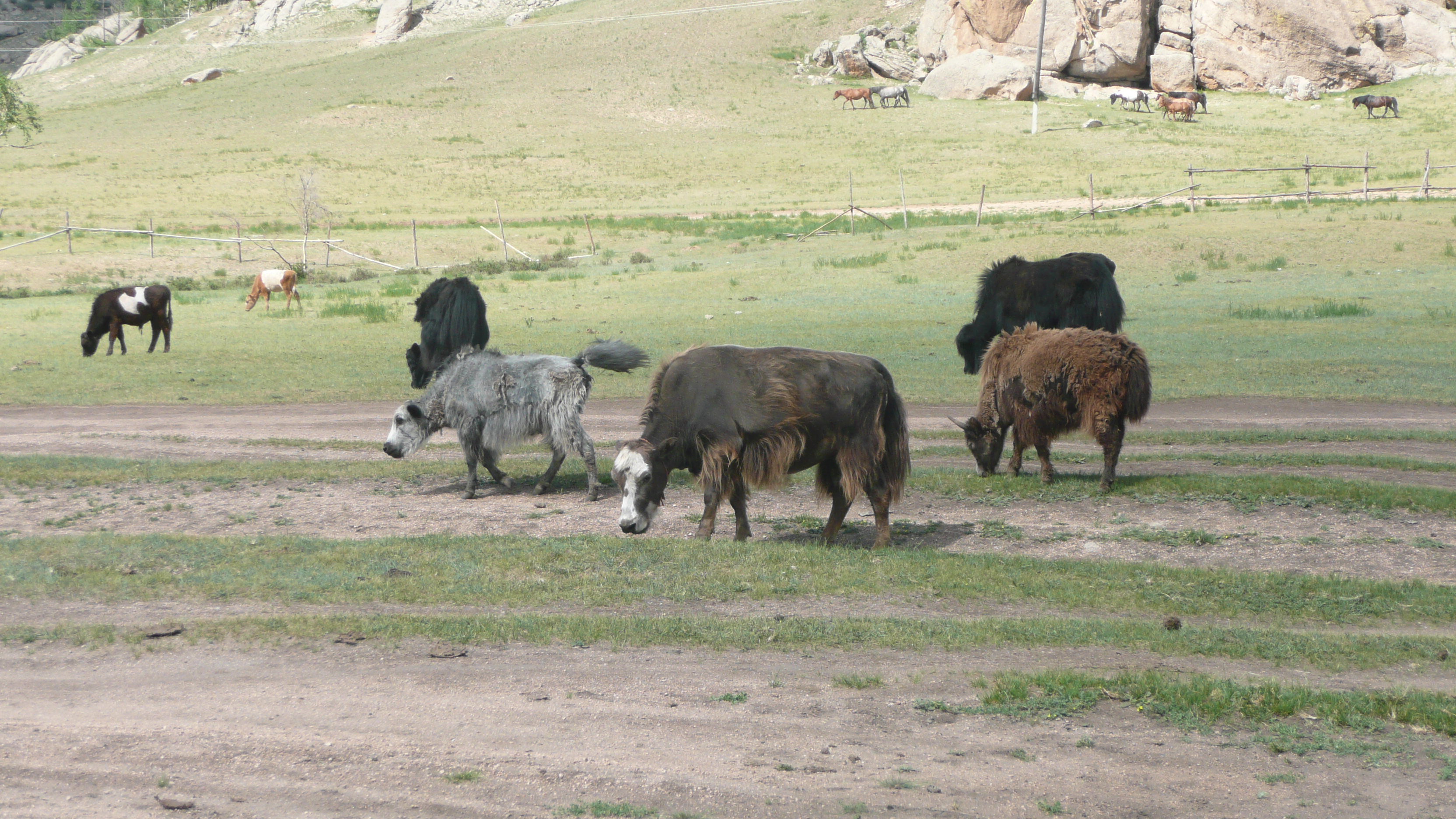
Yaks im Gorchi-Tereldsch-Nationalpark

Verwendet wird für die Herstellung von Öröm überwiegend Yakmilch domestizierter Yaks. Die Domestikation dieser Art der Eigentlichen Rinder ist allerdings trotz einer langen Domestikationsgeschichte noch nicht weit fortgeschritten. Eine systematische Züchtung auf Milchleistung ist bislang weitgehend unterblieben und die Laktationsperiode ist verglichen mit Hausrindern sehr kurz. Sie beträgt durchschnittlich fünf Monate, während eine moderne Milchkuh eine Laktationsdauer von 305 Tagen hat. Die Haltbarmachung von Milch spielt deswegen eine große Rolle. Die Konservierung über eine Herstellung von Öröm ist eine der Methoden, mit denen die mongolische Bevölkerung auf die Nahrungsressource auch im Winterhalbjahr zurückgreifen kann. 
Neben Yakmilch wird zur Herstellung auch die Milch von Hausrindern und Kamelen verwendet.

## Herstellung

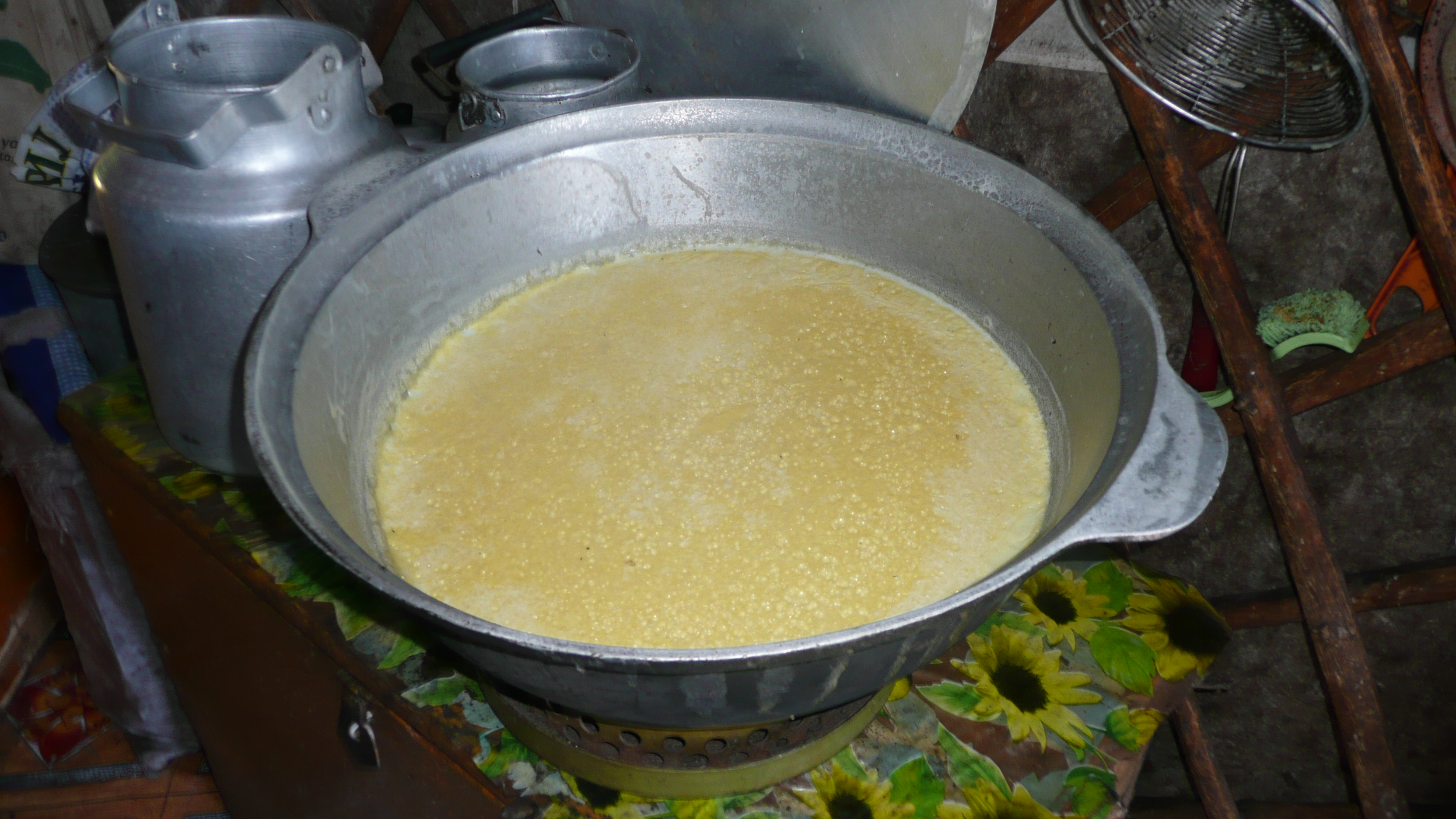
Öröm in der Mongolei

Zur Herstellung von Öröm wird Milch für eine längere Zeit auf etwa 80 bis 90° erhitzt. Dabei wird die Milch gerührt und auf der Oberfläche bildet sich ein Schaum. Die Milch wird dann für mehrere Stunden ruhen gelassen und es bildet sich eine 1,5 bis zwei Zentimeter dicke und fettreiche Rahmschicht auf der Haut. Diese wird abgenommen und entweder frisch gegessen oder getrocknet, um sie aufzubewahren. Öröm wird traditionell mit Reis, Mehl, Kartoffeln und Zucker vermischt und gegessen. Öröm ist Ausgangsprodukt von Schar Tos, das vergleichbar ist mit dem indischen Ghee.

## Belege